# Assalto all'isola del Diavolo
Assalto all'isola del diavolo è un film per la televisione d'azione statunitense del 1997 per la regia di Jon Cassar. Ha avuto un sequel dal titolo Assalto alla montagna della morte del 1999.

## Trama
Un valoroso commando di Navy Seals guidati da Mike McBride e Roy Brown, esperto in esplosivi, vengono incaricati dall'affascinante agente Hunter Wiley di liberare la squadra olimpica di ginnastica degli USA imprigionati da un pericolo narcotrafficante di droga sull'inaccessibile isola del diavolo.